# Suan Luang
Suan Luang (thailändisch สวนหลวง, Königlicher Obstgarten) ist einer der 50 Bezirke (Khet) von Bangkok, der Hauptstadt von Thailand.

## Geographie
Die benachbarten Bezirke sind im Uhrzeigersinn von Norden aus: Bang Kapi, Saphan Sung, Prawet, Phra Khanong und Watthana.

## Geschichte
Suan Luang war ursprünglich ein Teil eines Unterbezirks von Phra Khanong. Als Phra Khanong am 9. November 1989 in kleinere Bezirke aufgeteilt wurde, wurde Suan Luang ein Teil des neuen Prawet-Bezirks. Am 14. Januar 1994 erhielt Suan Luang einen eigenen Distrikt-Status, dabei wurden neben dem ehemaligen Suan Luang-Unterbezirk Teile aus den Bezirken Prawet und Watthana einverleibt.

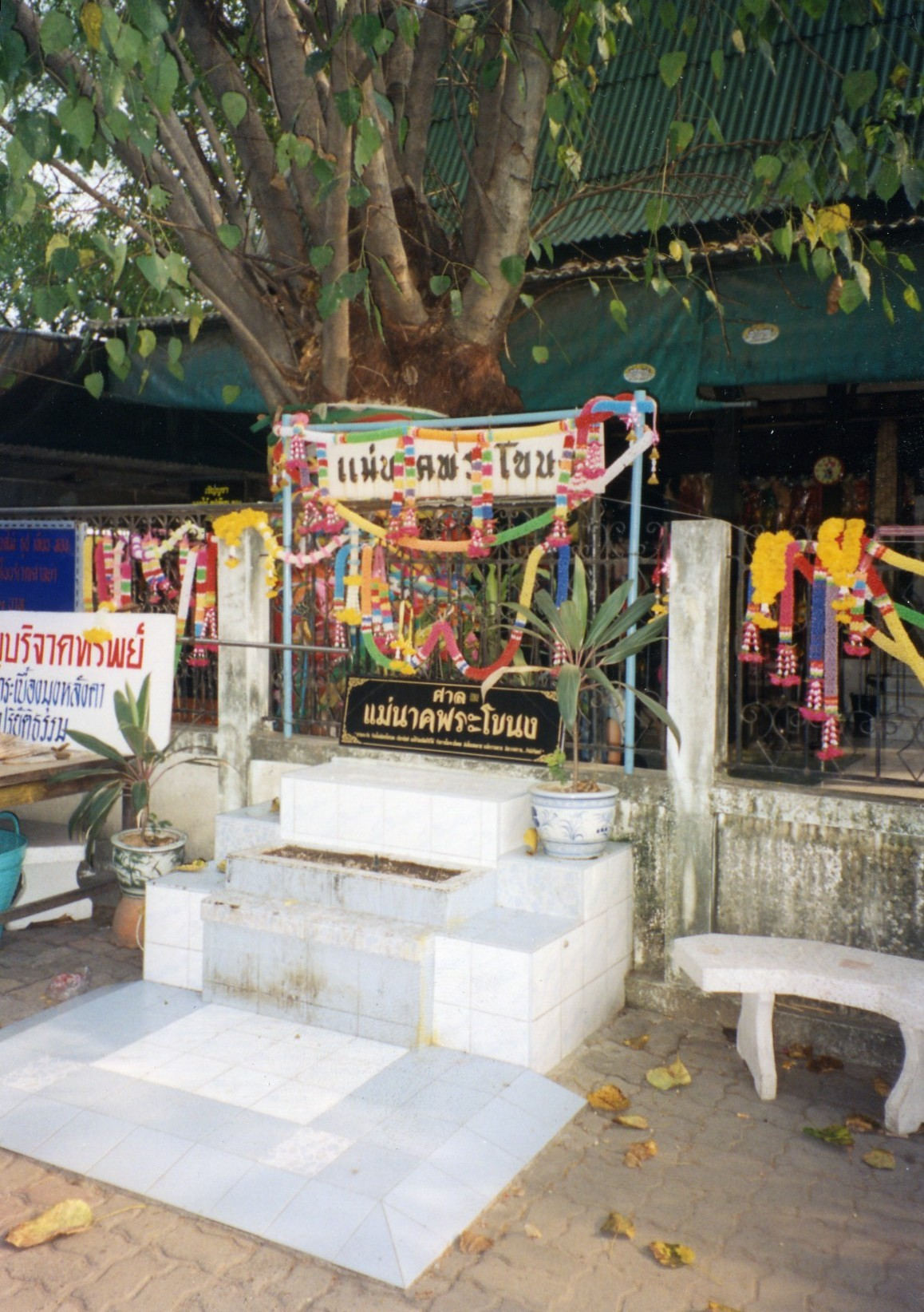
Mae-Nak-Schrein im Wat Maha Bud, Sukhumvit Soi 77, Suan Luang.

## Sehenswürdigkeiten
- Wat Maha Bud – buddhistischer Tempel (Wat), der für den Mae-Nak-Schrein auf seinem Gelände bekannt ist. Dieser Schrein ist Mae Nak, dem Geist einer im Kindsbett gestorbenen Frau geweiht. Zahlreiche Romane und Kinofilme, zum Beispiel der erfolgreiche „Geist von Mae Nak“, wurden von Mae Nak inspiriert (siehe Weblinks).

## Verwaltung
Der Bezirk hat nur einen Unterbezirk (Khwaeng):
| Nr. | Name Khwaeng | Thai    | Einw.   |
| --- | ------------ | ------- | ------- |
| 1.  | Suan Luang   | สวนหลวง | 116.688 |